# Aadami
Aadami – wieś w Estonii, w prowincji Tartu, w gminie Kastre.

## Etymologia
Nazwa wsi wywodzi się od imienia osoby, Pusep Adam, która żyła w XVIII wieku. Wcześniej wieś nazywała się Kärevere, a jeszcze w roku 1630 Kerrefer kÿlla. Nazwę tę prawdopodobnie zmieniono ze względu na częste występowanie tego słowa w Estonii. Oficjalnie nazwa Aadami została przyjęta w 1977 roku.

## Historia
Przed reformą estońskiej administracji samorządu lokalnego w 2017 roku wieś Aadami należała do gminy Haaslava.

## Demografia
Według spisu ludności z 2011 roku w Aadami mieszkało 44 mieszkańców, z czego 100% stanowili Estończycy. Według spisu ludności z 2021 roku w Aadami mieszkało 52 mieszkańców, z czego 49 (94,2%) stanowili Estończycy.